# Birgit Adam
Birgit Adam (* 1971 in Friedberg) ist eine deutsche Literaturwissenschaftlerin, die unter anderem als Lektorin und Sachbuch-Autorin tätig ist. Sie lebt in Augsburg. Adam schrieb zwei Bücher zusammen mit Anselm Bilgri, dem ehemaligen Prior des Klosters Andechs, und veröffentlicht unter anderem bei der Verlagsgruppe Random House auch unter dem Pseudonym Andrea Wellnitz.

## Veröffentlichungen
- Die Strafe der Venus. Eine Kulturgeschichte der Geschlechtskrankheiten. Orbis, München 2001, ISBN 3-572-01268-6.
- Die schönsten traditionellen Vornamen. Für Jungen und Mädchen. Mit Herkunft und Bedeutung. Wilhelm Heyne Verlag, München 2009, ISBN 978-3-453-65007-7
- Business-Knigge. Gondrom, Bindlach 2004, ISBN 3-8112-2381-X.
- Business Englisch. Gondrom, Bindlach 2004, ISBN 3-8112-2257-0.
- Neues Land, neues Glück. mvgVerlag, Frankfurt am Main 2004, ISBN 3-478-73440-1.
- Die schönsten Spiele und Einlagen für die Hochzeitsfeier. Heyne, München 2003, ISBN 3-453-87478-1.
- Als Frau allein unterwegs. Reise Know-How Verlag Rump, Bielefeld 2002, ISBN 3-8317-1087-2.
- Reden, Glückwünsche und Verse zur Hochzeit. Heyne, München 2002, ISBN 3-453-86409-3.
- Das Kloster-Andechs-Kräuterbuch, zusammen mit Anselm Bilgri. Sankt-Ulrich-Verlag, Augsburg 2000, ISBN 3-929246-58-9.
- Geheimnisse der Klosterbrauerei, zusammen mit Peter K. Köhler und Anselm Bilgri. Sankt-Ulrich-Verlag, Augsburg 1998, ISBN 3-929246-29-5.
- Welches Tier steckt im Kaffee? Die 1000 lustigsten Scherzfragen. SchneiderBuch, 2012, ISBN 978-3-505-12885-1.